# Menacanthus stramineus
Menacanthus stramineus är en insektsart som först beskrevs av Christian Ludwig Nitzsch 1818.  Menacanthus stramineus ingår i släktet kamlöss, och familjen spolätare. Arten är reproducerande i Sverige. Inga underarter finns listade i Catalogue of Life.